# DFB-Pokal der Frauen 2016-2017
La DFB Pokal der Frauen 2016-17 è stata la 37ª edizione della Coppa di Germania, organizzata dalla Federazione calcistica della Germania (Deutscher Fußball-Bund - DFB) e riservata alle squadre femminili che partecipano ai campionati di primo e secondo livello, rispettivamente 12 dalla Frauen-Bundesliga e 19 dalla 2. Frauen-Bundesliga, oltre a una selezione di quattro squadre provenienti dalla Regionalliga come completamento organico. Come per i sei anni precedenti, la finale si è disputata al RheinEnergieStadion di Colonia. Il torneo è stato vinto dal Wolfsburg, che in finale ha sconfitto il Sand per 2-1 bissando finaliste e risultato dell'edizione precedente.

## Date
| Fase        | Turno            | Andata                    | Ritorno                   |
| ----------- | ---------------- | ------------------------- | ------------------------- |
| Preliminari | 1º turno         | 20-21 agosto 2016         | 20-21 agosto 2016         |
| Preliminari | 2º turno         | 8-9 ottobre 2016          | 8-9 ottobre 2016          |
| Fase finale | Ottavi di finale | dal 2 al 21 dicembre 2016 | dal 2 al 21 dicembre 2016 |
| Fase finale | Quarti di finale | 15 marzo 2017             | 15 marzo 2017             |
| Fase finale | Semifinali       | 16 aprile 2017            | 16 aprile 2017            |
| Fase finale | Finale           | 27 maggio 2017            | 27 maggio 2017            |

## Calendario

### Primo turno
Il sorteggio si è tenuto il 15 luglio 2016 e le gare si sono svolte tra il 20 e 21 agosto 2016.
| Squadra 1             | Risultato     | Squadra 2           |
| --------------------- | ------------- | ------------------- |
| SV Alberweiler        | 0-9           | MSV Duisburg        |
| Viktoria 1889 Berlino | 0-5           | Arminia Bielefeld   |
| Hagen Ahrensburg      | 1-2           | Bramfelder SV       |
| Holstein Kiel         | 0-15          | Werder Brema        |
| Lübars                | 0-12          | Hohen Neuendorf     |
| Hessen Wetzlar        | 1-3           | Sand                |
| Fortuna Dresda        | 2-0           | SC Weyhe            |
| Union Berlino         | 1-6           | Cloppenburg         |
| Karlsruher SC         | 1-5           | Borussia M'gladbach |
| Borussia Bocholt      | 1-2           | Hegauer FV          |
| TSV Sundhausen        | 0-4           | Magdeburger FFC     |
| Henstedt-Ulzburg      | 3-1           | Herforder SV        |
| Gütersloh             | 2-2 (5-3 dtr) | Meppen              |
| Arminia Ibbenbüren    | 5-1           | FFV Lipsia          |
| Bergedorf 85          | 2-0           | Blau-Weiß Beelitz   |
| Union Meppen          | 3-1           | Neubrandenburg      |
| Niederkirchen         | 0-4           | Bayer Leverkusen    |
| Siegelbach            | 0-2           | Weinberg            |
| TSG Neu-Isenburg      | 1-2           | TSV Crailsheim      |
| Riegelsberg           | 3-0           | Würzburg            |
| Colonia               | 3-4           | Schott Magonza      |
| Alemannia Aachen      | 0-8           | Sindelfingen        |
| Norimberga            | 1-2           | Saarbrücken         |
| Ippendorf             | 1-4           | Andernach           |

### Secondo turno
Le gare si sono svolte tra l'8 ed il 9 ottobre 2016.
| Squadra 1          | Risultato     | Squadra 2           |
| ------------------ | ------------- | ------------------- |
| TSV Crailsheim     | 1-2           | Weinberg            |
| Hegauer FV         | 0-2           | 1. FFC Francoforte  |
| Riegelsberg        | 0-15          | Bayern Monaco       |
| Andernach          | 0-4           | Friburgo            |
| Saarbrücken        | 0-4           | Bayer Leverkusen    |
| Schott Magonza     | 0-4           | Sand                |
| Sindelfingen       | 0-4           | Hoffenheim          |
| Arminia Ibbenbüren | 3-3 (5-3 dtr) | Bramfelder SV       |
| Arminia Bielefeld  | 6-2           | Gütersloh           |
| Union Meppen       | 0-4           | Cloppenburg         |
| Fortuna Dresda     | 0-9           | Wolfsburg           |
| Magdeburger FFC    | 0-1           | Borussia M'gladbach |
| Bergedorf 85       | 0-5           | SGS Essen           |
| Hohen Neuendorf    | 1-3           | Jena                |
| Werder Brema       | 1-1 (5-4 dtr) | Turbine Potsdam     |
| Henstedt-Ulzburg   | 0-5           | MSV Duisburg        |

### Ottavi di finale
Il sorteggio si è tenuto il 15 ottobre 2016. Le gare si sono svolte tra il 2 e il 21 dicembre 2016.
| Squadra 1          | Risultato | Squadra 2           |
| ------------------ | --------- | ------------------- |
| SV 67 Weinberg     | 0 – 3     | Sand                |
| Cloppenburg        | 1 – 0     | MSV Duisburg        |
| Bayer Leverkusen   | 5 – 0     | Jena                |
| Werder Brema       | 1 – 0     | Hoffenheim          |
| Arminia Ibbenbüren | 0 – 8     | Bayern Monaco       |
| 1. FFC Francoforte | 3 – 2     | SGS Essen           |
| Friburgo           | 2 – 0     | Borussia M'gladbach |
| Arminia Bielefeld  | 0 – 2     | Wolfsburg           |

### Quarti di finale
Il sorteggio si è tenuto l'8 febbraio 2017. Tutti gli incontri si sono svolti il 15 marzo 2017.
| Squadra 1     | Risultato | Squadra 2          |
| ------------- | --------- | ------------------ |
| Werder Brema  | 0 - 1     | Sand               |
| Bayern Monaco | 0 - 2     | Wolfsburg          |
| Friburgo      | 2 - 0     | 1. FFC Francoforte |
| Cloppenburg   | 0 - 2     | Bayer Leverkusen   |

### Semifinali
Il sorteggio si è tenuto il 20 marzo 2017. Le due semifinali si sono giocate il 16 aprile 2017.
| Squadra 1        | Risultato   | Squadra 2 |
| ---------------- | ----------- | --------- |
| Bayer Leverkusen | 0 - 4       | Sand      |
| Friburgo         | 1 - 2 (dts) | Wolfsburg |

### Finale
| Arbitro: | Ines Appelmann |

|                 |           |                 |
| Damnjanović 78’ | Marcatori | 65’, 75’ Harder |

## Statistiche

### Classifica marcatrici
| Gol | Rigori |  | Giocatore              | Squadra                  |
| --- | ------ |  | ---------------------- | ------------------------ |
| 5   | ?      |  | Nina Burger            | Sand                     |
| 5   | ?      |  | Annabel Jäger          | Gütersloh                |
| 4   | ?      |  | Cindy König            | Werder Brema             |
| 4   | ?      |  | Vivianne Miedema       | Bayern Monaco            |
| 4   | ?      |  | Anja Mittag            | Wolfsburg                |
| 4   | ?      |  | Kathleen Radtke        | MSV Duisburg             |
| 4   | ?      |  | Erika Szuh             | Hohen Neuendorf          |
| 3   | ?      |  | Jessica Golebiewski    | Werder Brema             |
| 3   | ?      |  | Charline Hartmann      | SGS Essen                |
| 3   | ?      |  | Mandy Islacker         | 1. FFC Francoforte       |
| 3   | ?      |  | Nadja Kleinikel        | Borussia Mönchengladbach |
| 3   | ?      |  | Kristin Kögel          | Sindelfingen             |
| 3   | ?      |  | Ewa Pajor              | Wolfsburg                |
| 3   | ?      |  | Stefanie Sanders       | Werder Brema             |
| 3   | ?      |  | Lisa Schwab            | Bayer Leverkusen         |
| 3   | ?      |  | Melissa Steffen        | Arminia Ibbenbüren       |
| 3   | ?      |  | Stefanie van der Gragt | Bayern Monaco            |